# Limnonectes blythii
Espèce
Synonymes
- Rana fusca Blyth, 1856 "1855"
- Rana macrodon var. blythii Boulenger, 1920

Statut de conservation UICN

 NT  : Quasi menacé
Limnonectes blythii ou grenouille asiatique géante des rivières est une espèce d'amphibiens de la famille des Dicroglossidae.

## Répartition

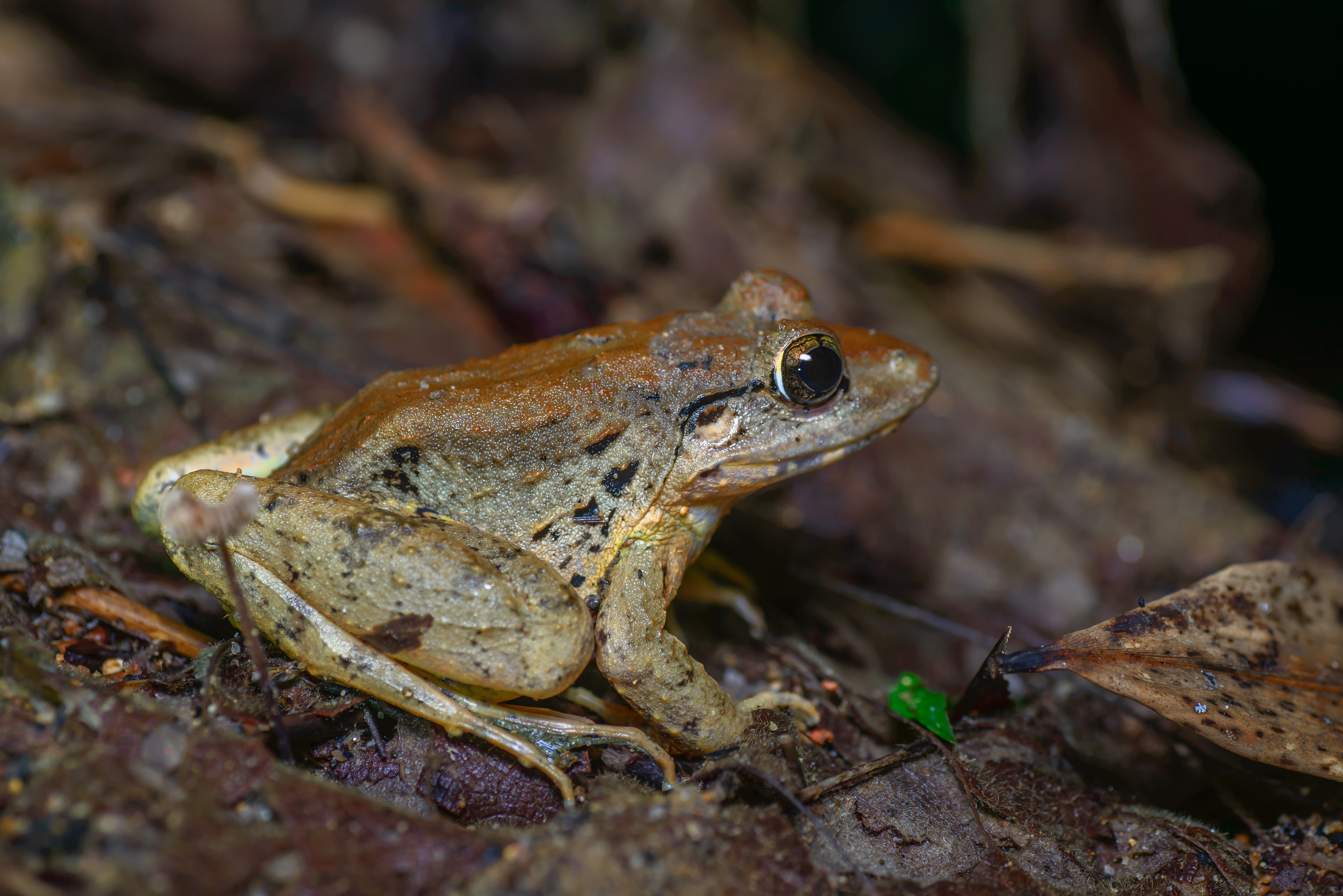
Limnonectes blythii, parc national de Khao Sok, Thaïlande

Cette espèce se rencontre à Sumatra et au Kalimantan en Indonésie, à Singapour, en Malaisie péninsulaire, dans l'ouest de la Thaïlande, dans le sud-est de la Birmanie jusqu'à 1 200 m d'altitude.

## Étymologie
Son nom commémore l'ornithologue britannique Edward Blyth (1810-1873).

## Publication originale

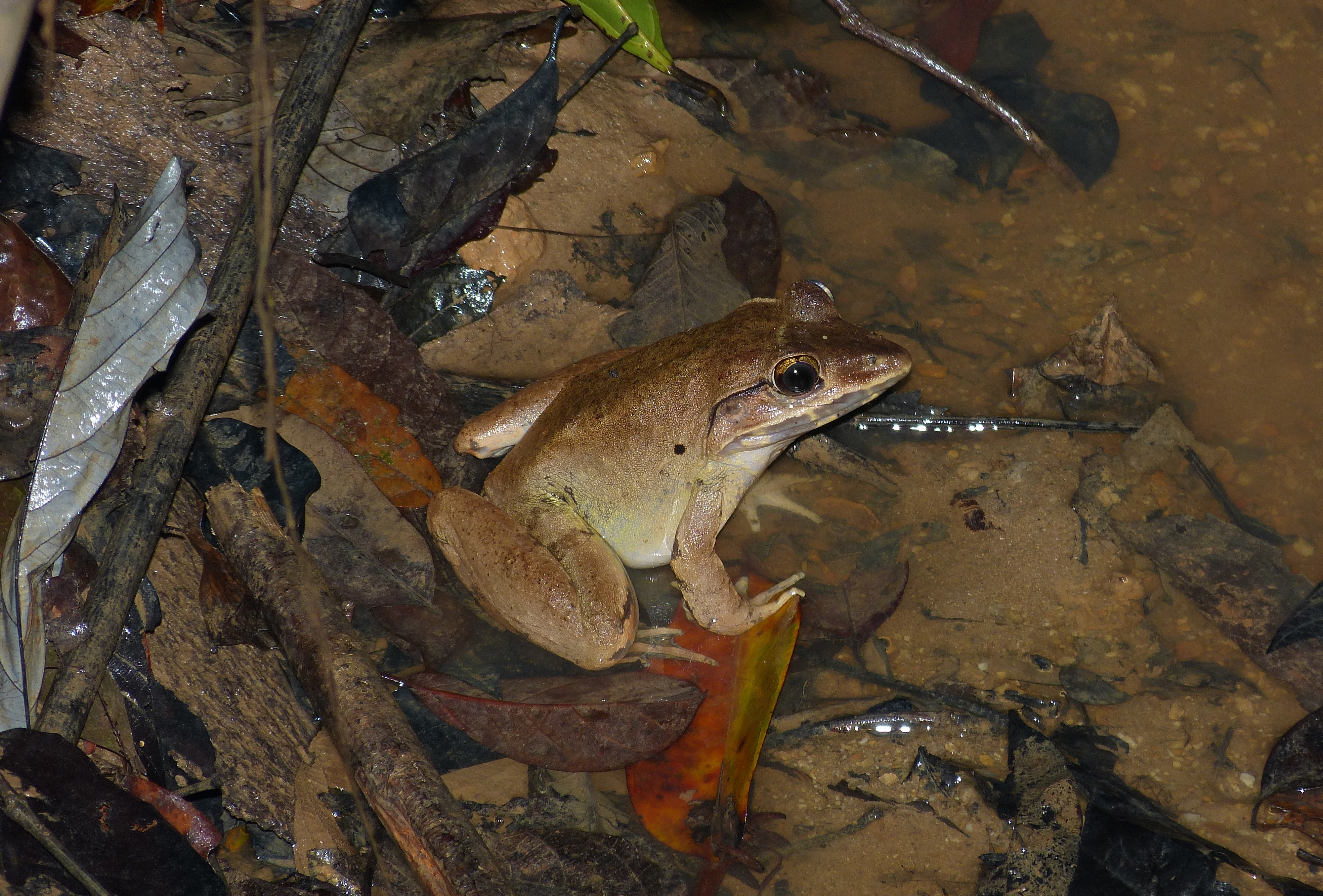
Limnonectes blythii
(Parc national de Taman Negara, Malaisie)

- Boulenger, 1920 : A monograph of the South Asian, Papuan, Melanesian and Australian frogs of the genus Rana. Records of the Indian Museum, vol. 20, p. 1-226 (texte intégral).